# Woodland Park Zoo
Koordinaten: 47° 40′ 6″ N, 122° 20′ 59″ W

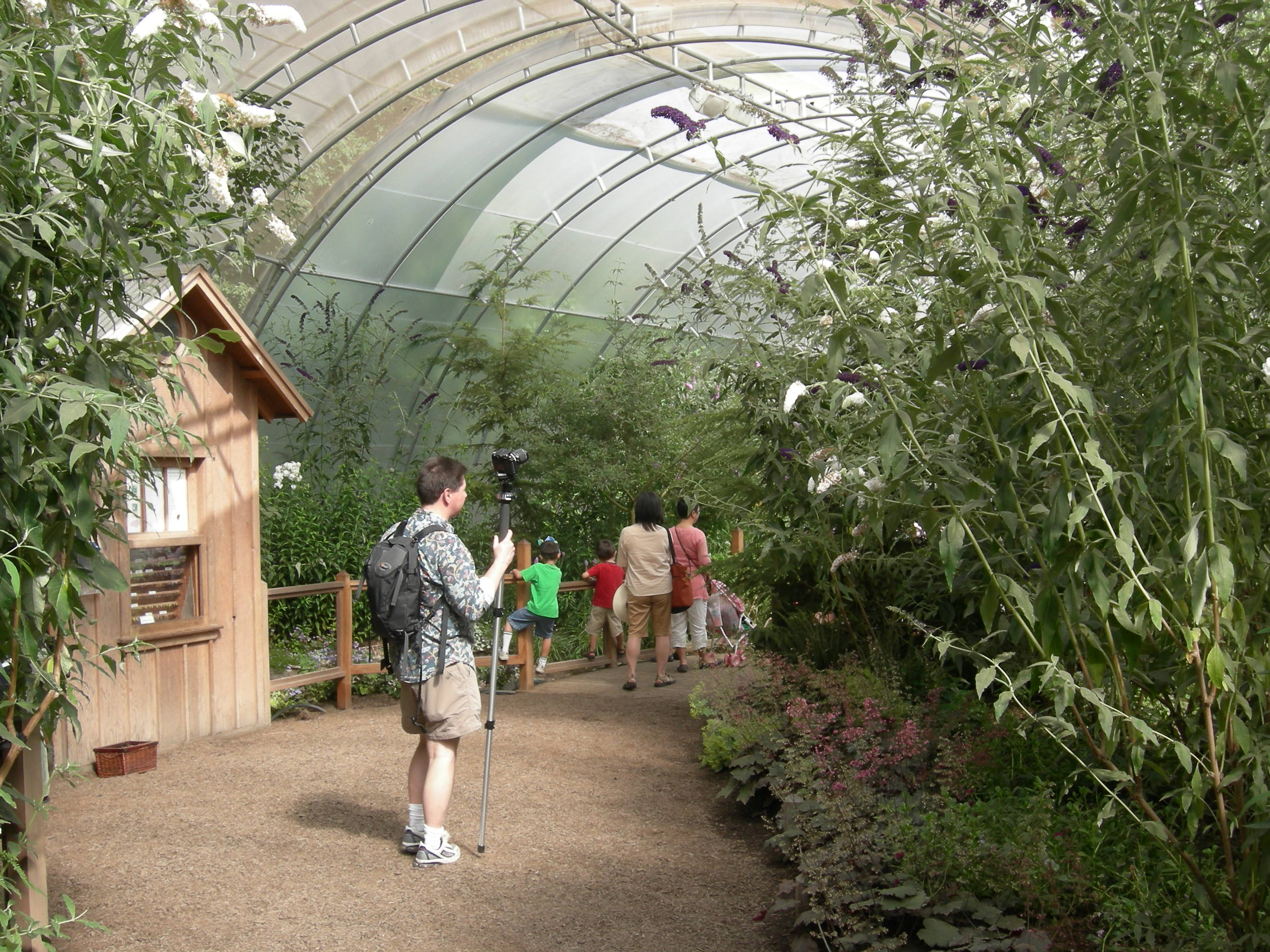
Schmetterlingsfreiflughalle mit Schmetterlingsflieder (Buddleja davidii)

Der Woodland Park Zoo ist der Zoo der Stadt Seattle und befindet sich im US-Bundesstaat Washington in den Vereinigten Staaten. Er ist Mitglied der Association of Zoos and Aquariums (CAZA).

## Geschichte
Der gebürtige Engländer Guy Phinney schuf Ende des 19. Jahrhunderts auf seinem Anwesen im Woodland Park an den Ufern des Green Lake einen traditionellen englischen Park, zu dem gemäß der damaligen aristokratischen Tradition auch ein Hirschpark gehörte. Nachdem die Stadt das Gelände mit den Tieren erworben hatte, wurde es als Zoo nach und nach erweitert und ausgebaut. 2002 übertrug die City of Seattle, vertreten durch das Department of Parks and Recreation,  die Verwaltung an die Woodland Park Zoological Society.

## Tierbestand
Im Woodland Park Zoo werden im Durchschnitt 900 Tiere in bis zu 250 Arten aus allen Kontinenten gehalten. Die Tiere werden zuweilen in gemeinsamen Freianlagen, wie sie auch ihren natürlichen Lebensräumen entsprechen, gezeigt. Unter anderem werden folgende Säugetierarten präsentiert:

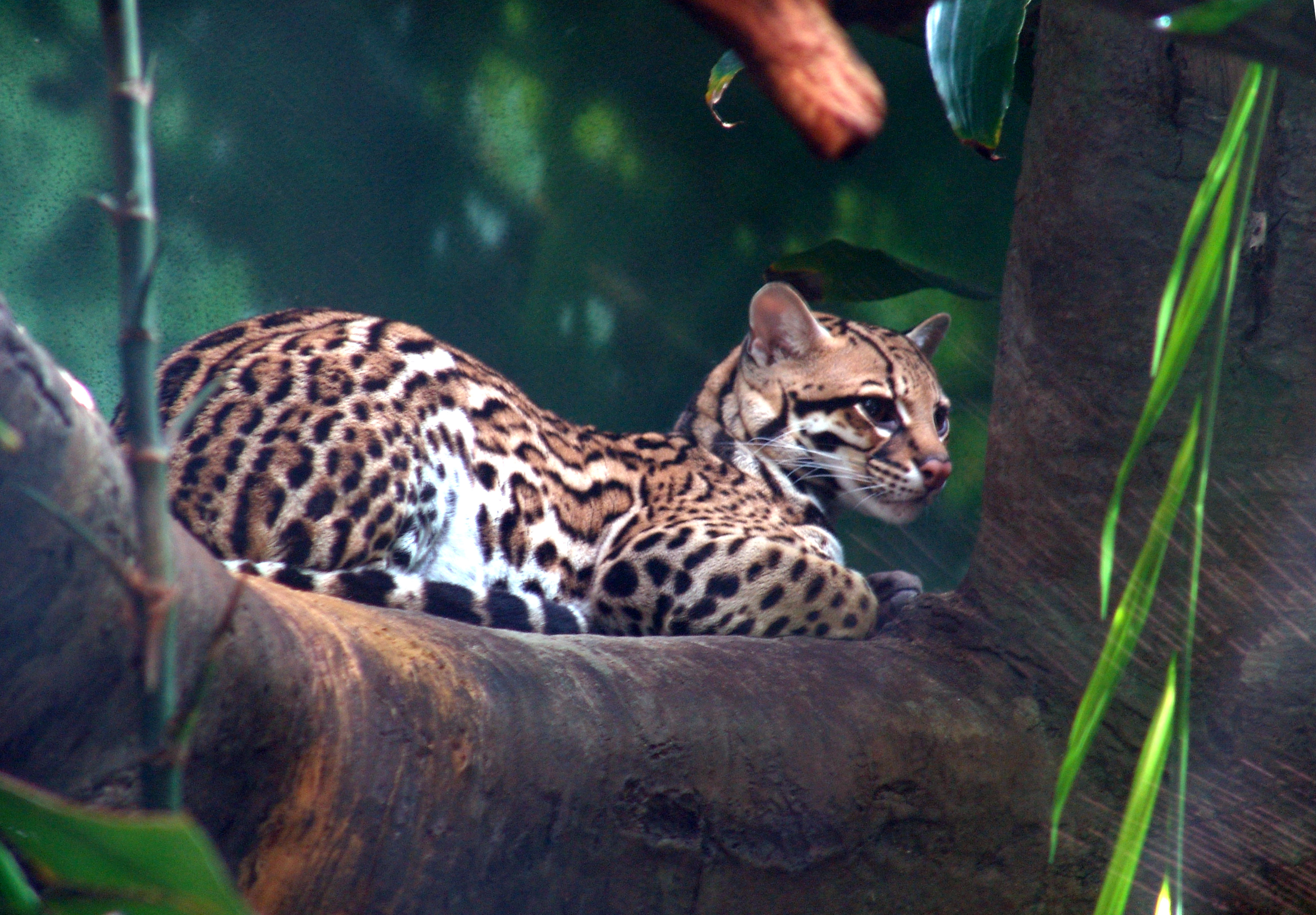
Ozelot (Leopardus pardalis)
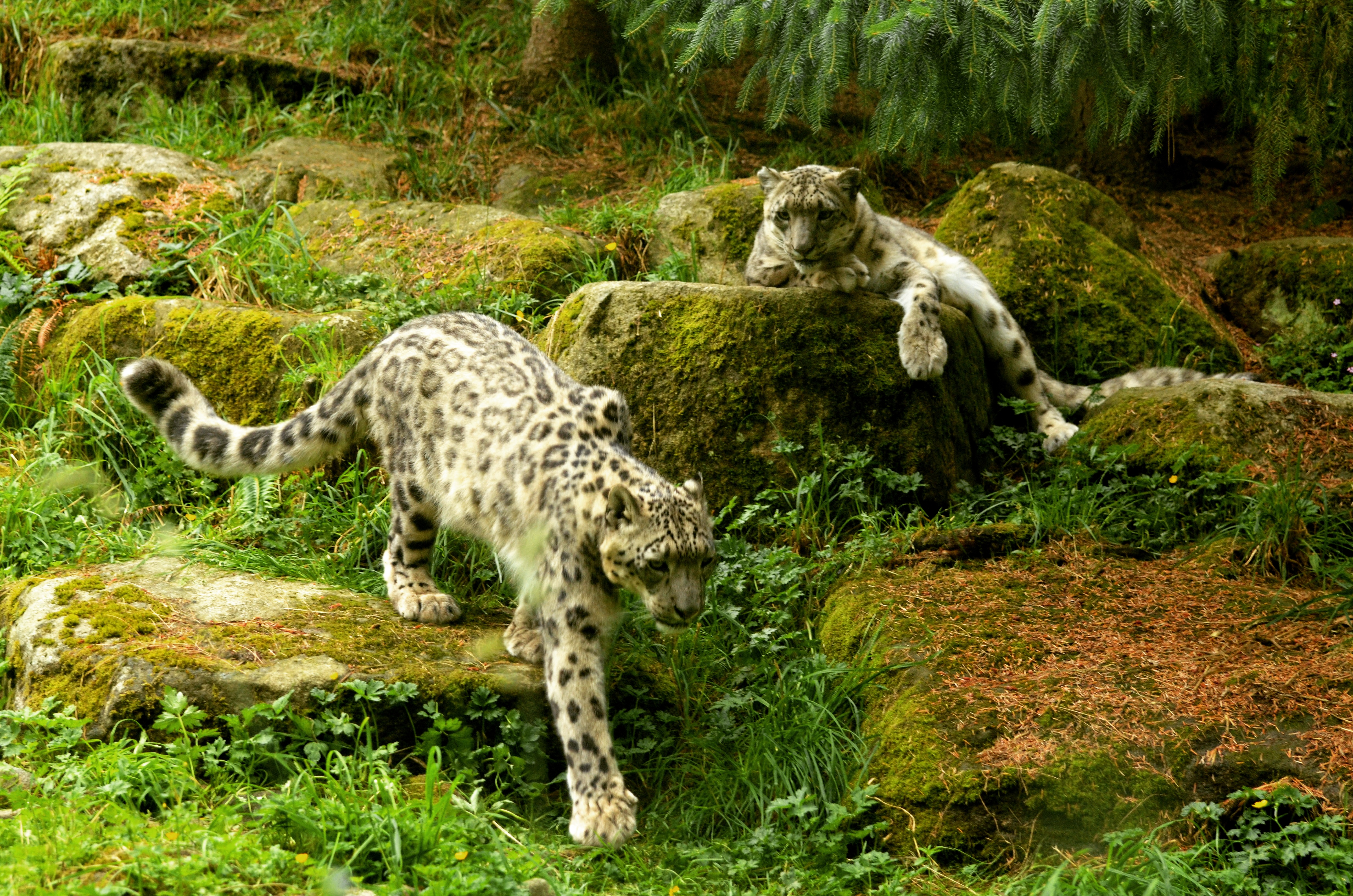
Schneeleoparden (Panthera uncia)
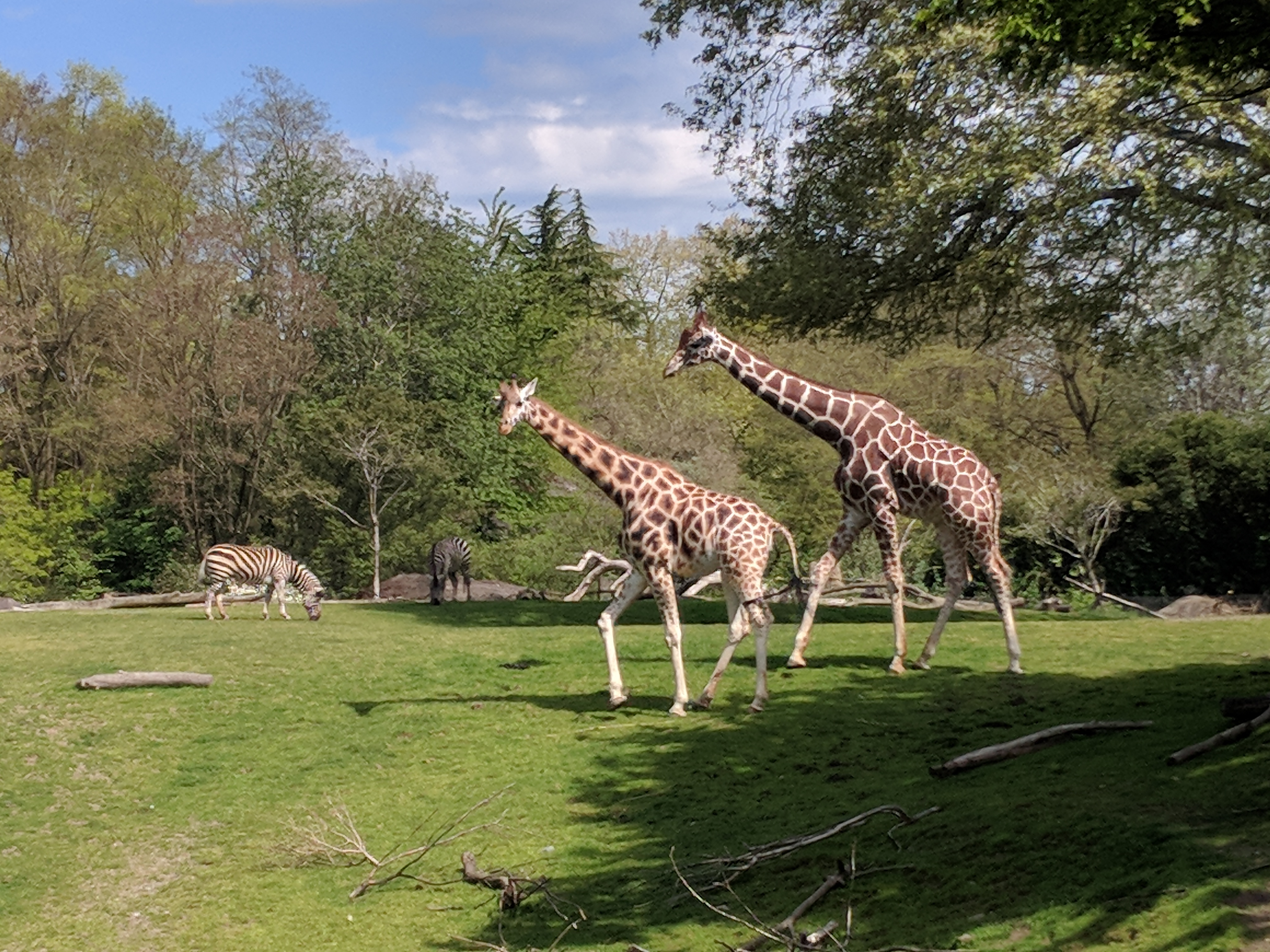
Giraffen und Zebras
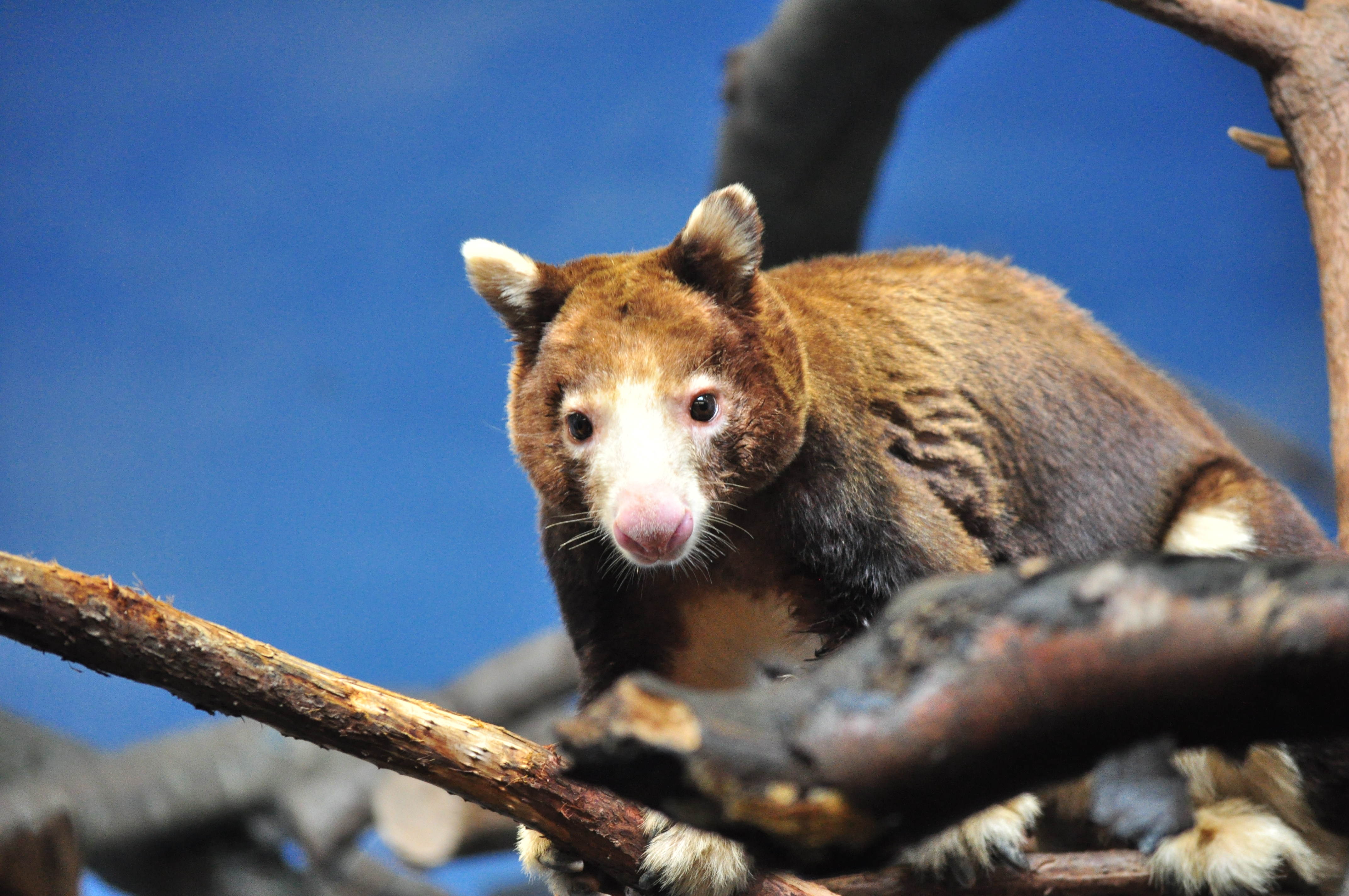
Matschie-Baumkänguru (Dendrolagus matschiei)

## Anlagenbereiche
Der Woodland Park Zoo unterteilt die meisten  seiner Anlagen nach geographischen Gesichtspunkten. Die Hauptabteilungen sind: Tropical Asia, The African, Australasia, The Living Northwest, Tropical Rainforest, Temperate Forest und The penguin exhibit. Vogelarten werden im Zoo überwiegend in Volieren gehalten, die den geographischen Sektionen angegliedert sind. Die folgende Bildauswahl zeigt dazu einige Beispiele:

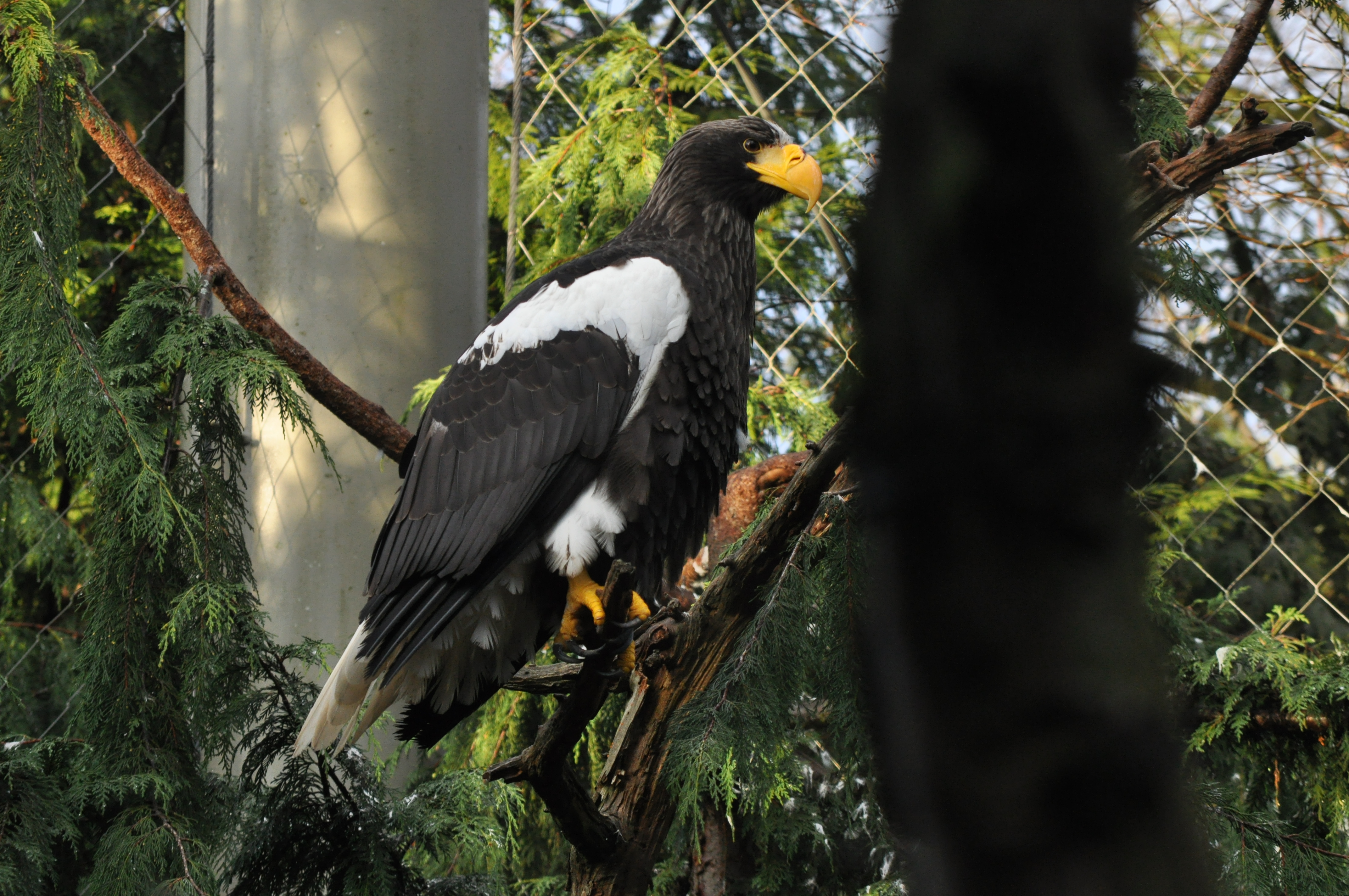
Riesenseeadler (Haliaeetus pelagicus)
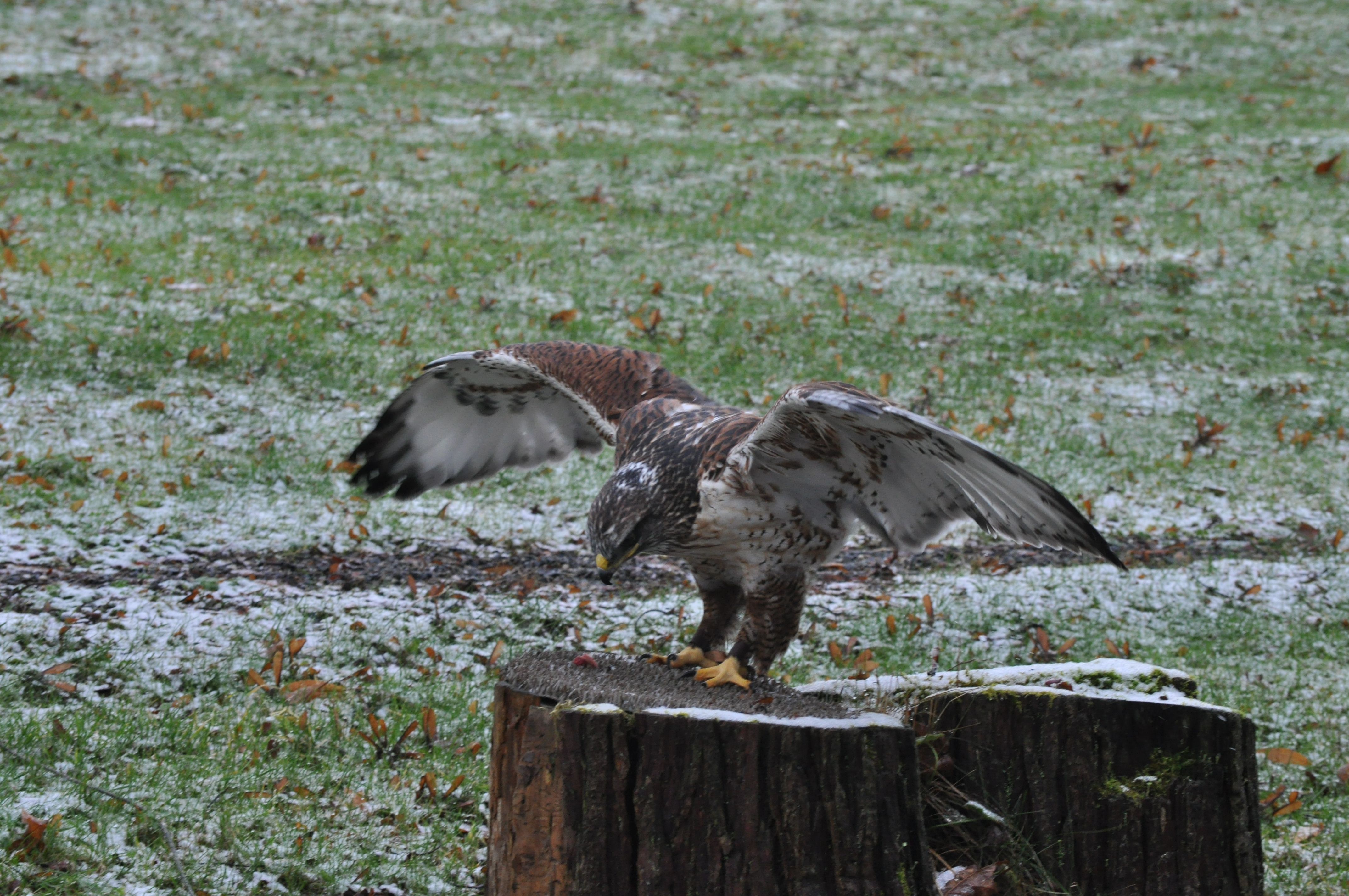
Königsbussard (Buteo regalis)
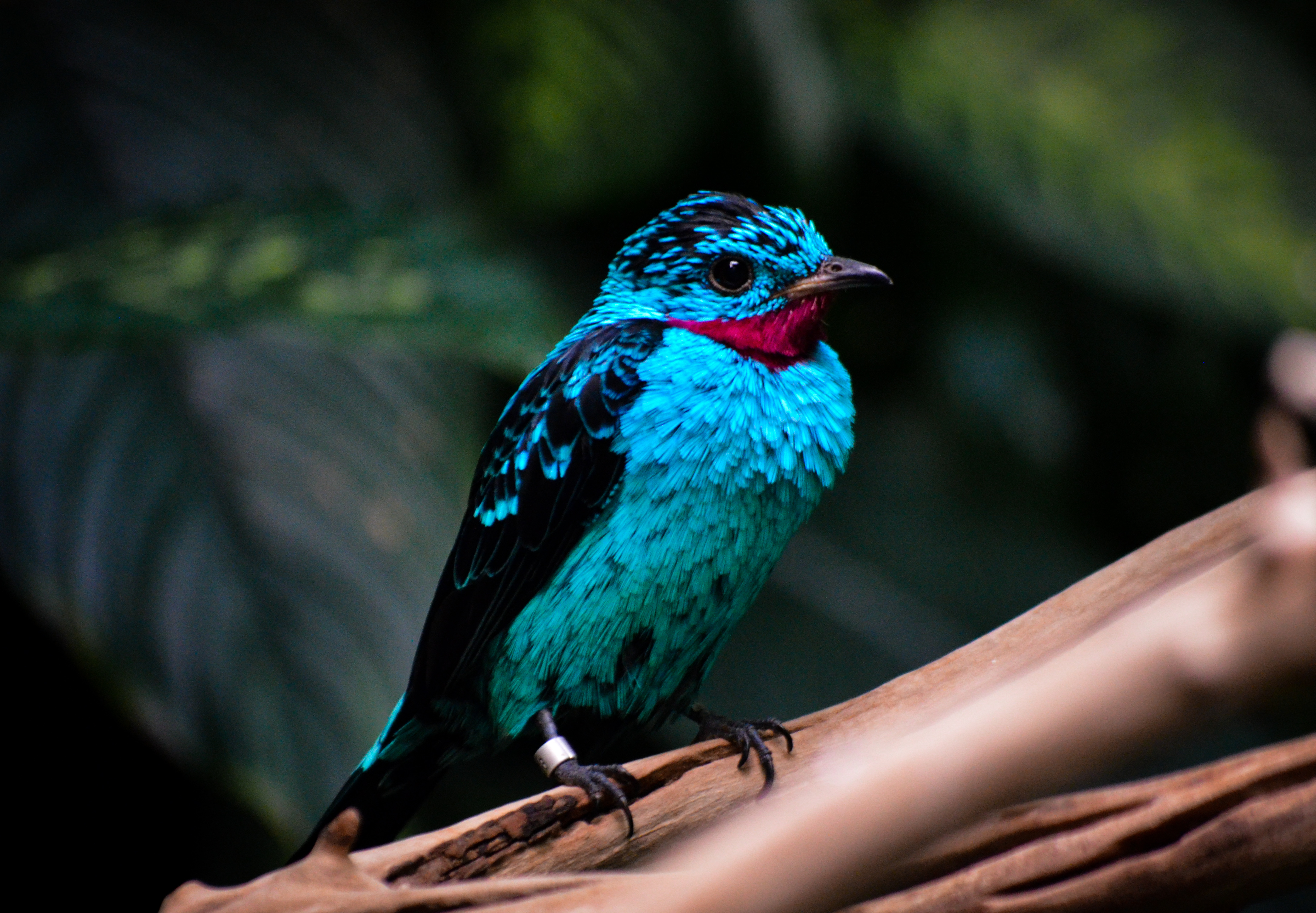
Türkisblaue Kotinga (Cotinga cayana)
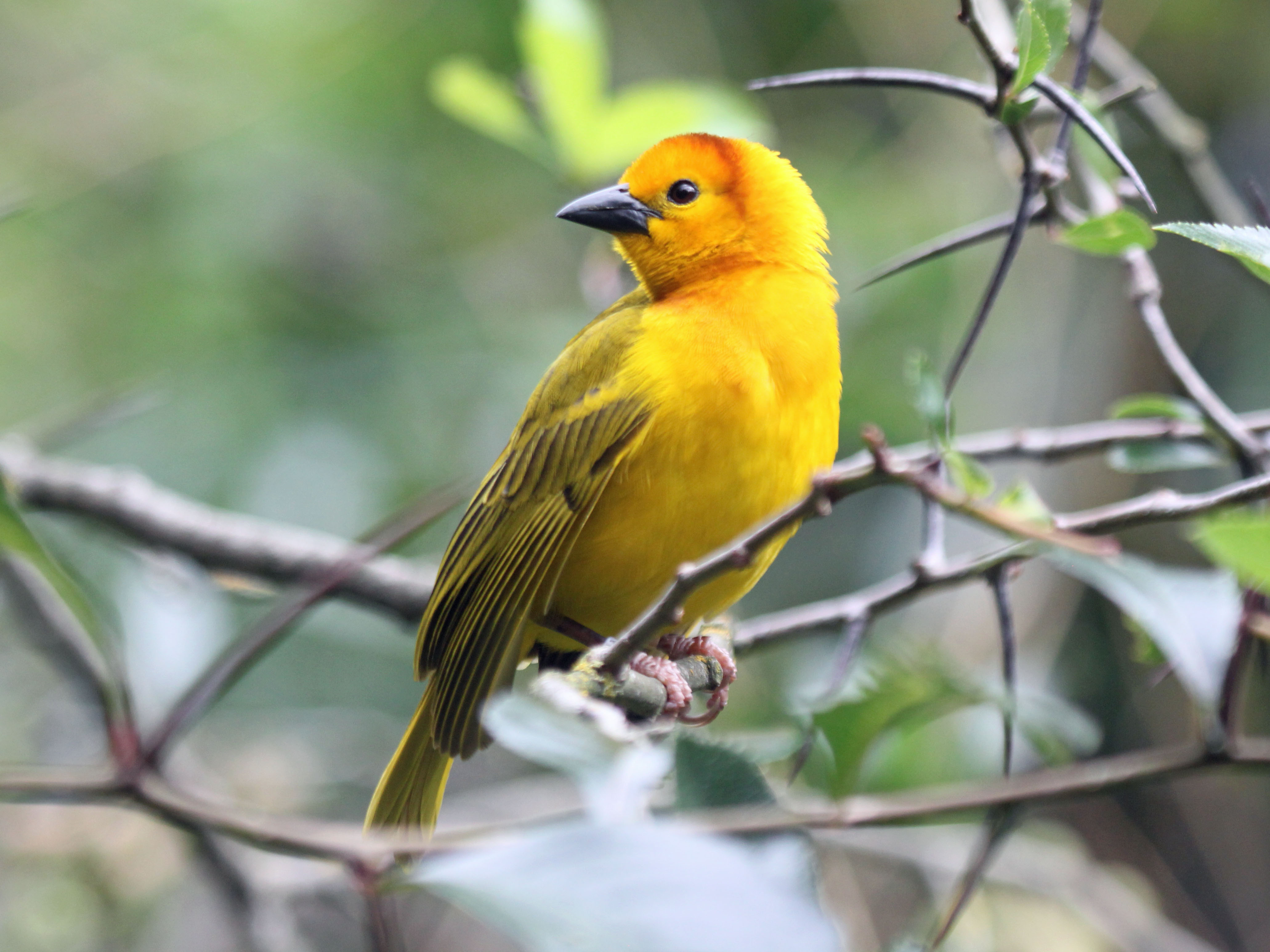
Tavetaweber (Ploceus castaneiceps)

Im Woodland Park Zoo befindet sich auch ein Butterfly Garden genannter Schmetterlingszoo. In einer großen Freiflughalle, die mit vielen tropischen Pflanzen, im Besonderen mit blütenreichem Buschwerk besetzt ist, werden Schmetterlinge und deren Entwicklungsstadien gezeigt.

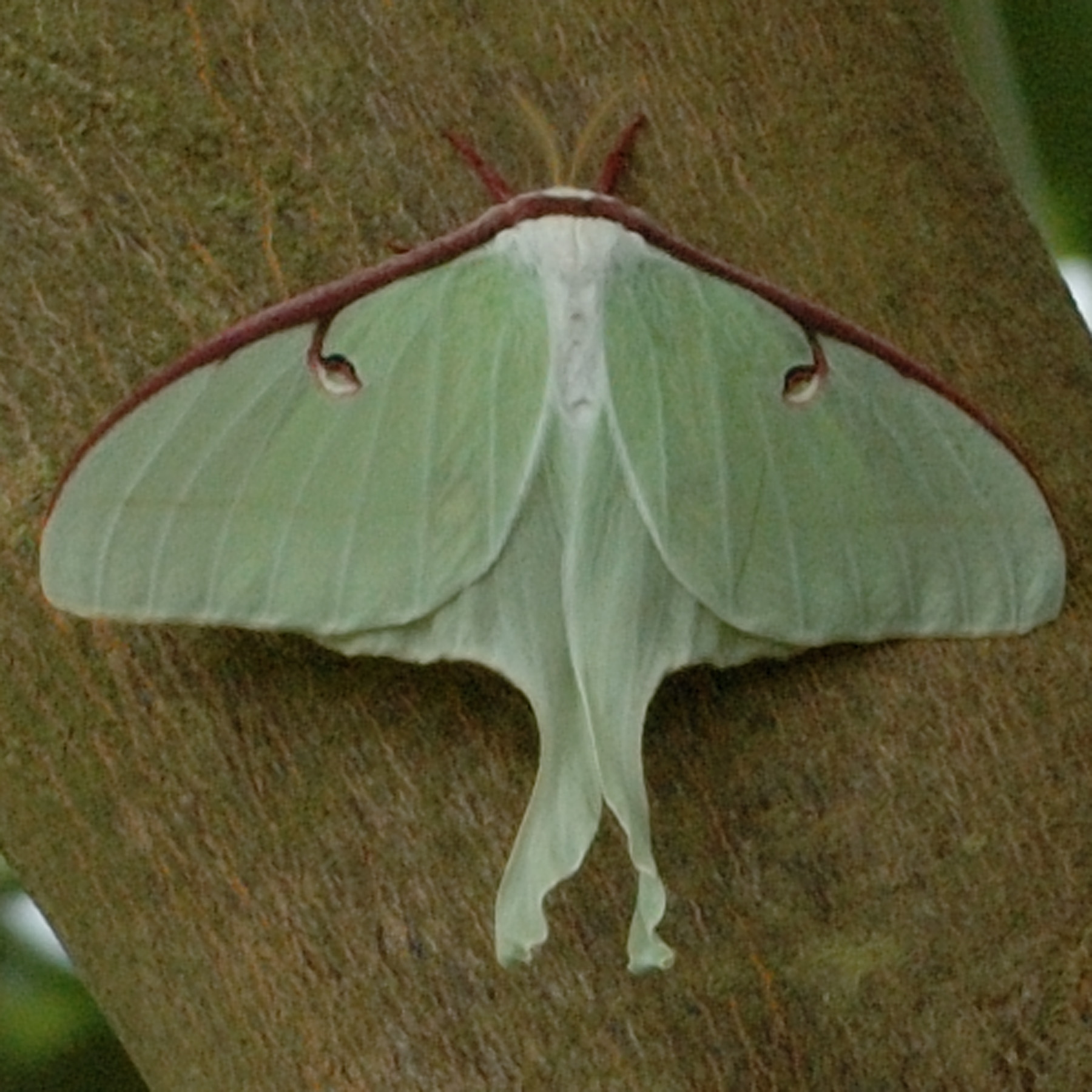
Actias luna
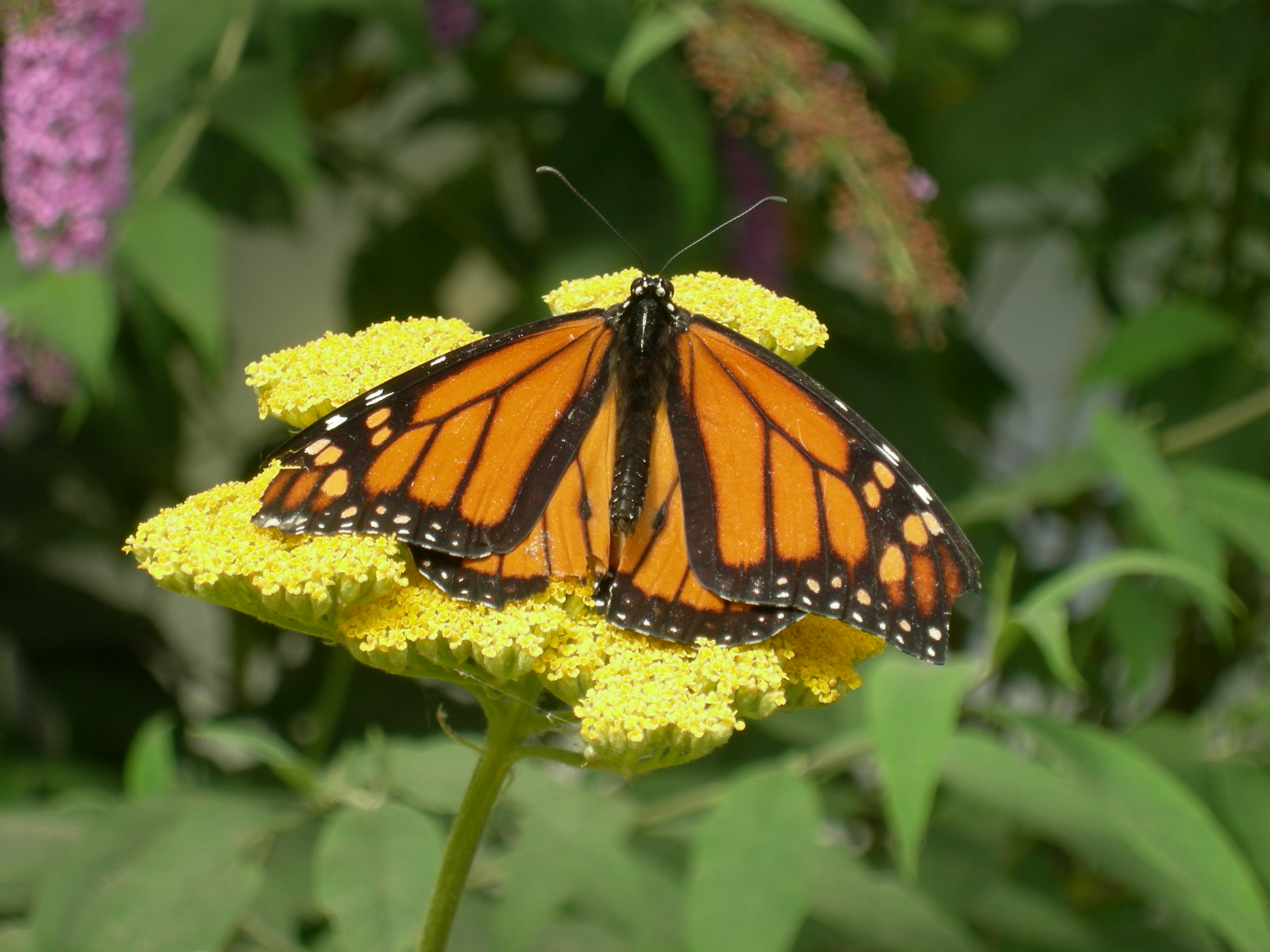
Monarchfalter (Danaus plexippus)
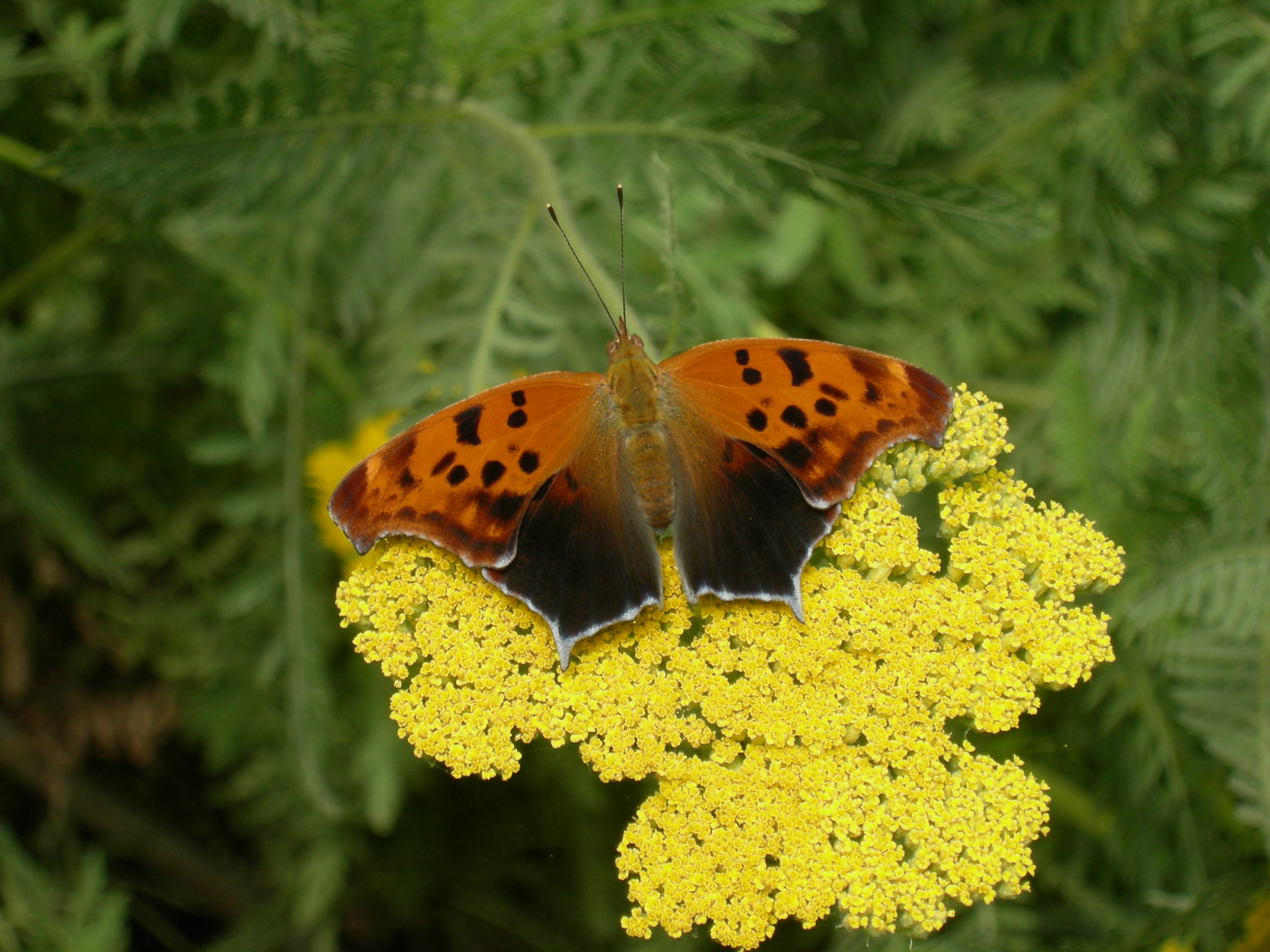
Polygonia interrogationis
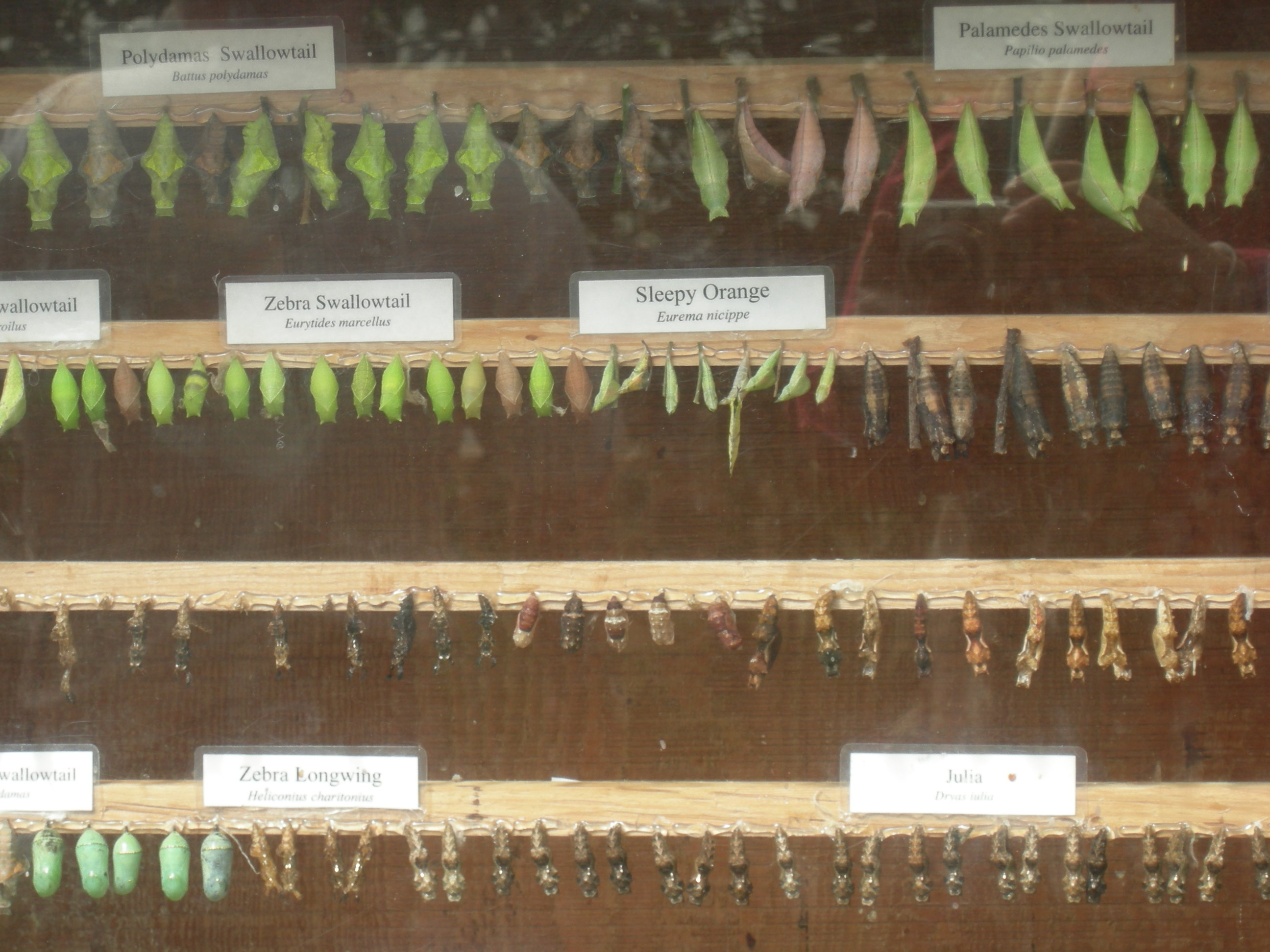
Entwicklungsstation für Schmetterlingspuppen

Für Kinder ist ein Streichelzoo vorhanden, der einen engen Kontakt zu Haustieren zulässt und weiterbildende Angebote über die Lebensweise von Tieren anbietet. Ein historisches Karussell, das mit Sonnenenergie betrieben wird, ist außerdem vorhanden.

## Arterhaltungsprogramme
Der Woodland Park Zoo unterstützt eine Vielzahl von internationalen Arterhaltungsprogrammen vor Ort. Dazu zählen die Mitarbeit zum Schutz des Matschie-Baumkängurus (Dendrolagus matschiei), des Malaysia-Tigers (Panthera tigris jacksoni), des Schneeleoparden (Panthera uncia), des Borneo-Orang-Utans (Pongo pygmaeus), des Panzernashorns (Rhinoceros unicornis), der verschiedenen Giraffenarten, der asiatischen Kraniche und vieler weiterer Arten.
Auf nationaler Ebene werden Arterhaltungsprogramme gefährdeter Tierarten im Bundesstaat Washington gefördert und Programme zur Verbesserung des Zusammenlebens von Menschen und Wildtieren bei einer schnell wachsenden Bevölkerung in Nordamerika erarbeitet.